# Малик, Марек
Ма́рек Ма́лик (чеш. Marek Malík; 24 июня 1975, Острава, Чехословакия) — бывший чешский хоккеист, игравший на позиции защитника. Завершил карьеру игрока после сезона 2013/14. Сейчас — ассистент главного тренера клуба чешской первой лиги «Фридек-Мистек».

## Игровая карьера
Начинал играть в чешской Экстралиге за команду «Витковице».
На драфте НХЛ 1993 года выбран в 3 раунде под общим 72 номером командой «Хартфорд Уэйлерс». С 1998 по 2002 год играл за команду «Каролина Харрикейнз». 1 ноября 2002 года обменян в «Ванкувер Кэнакс».
2 августа 2005 года как неограниченно свободный агент подписал контракт с «Нью-Йорк Рейнджерс». 26 ноября 2005 года, Малик забросил победную шайбу, в самой длинной буллитной серии в истории НХЛ.
14 октября 2008 года, Малик подписал однолетний контракт с «Тампа Бэй Лайтнинг».
23 ноября 2009 года, Малик подписал контракт с «Женева-Серветт» из швейцарской хоккейной лиги. С 2010 года играл в чешской Экстралиге за «Витковице». Завершил карьеру летом 2014 года.
С сезона 2015/16 — ассистент главного тренера клуба чешской первой лиги «Фридек-Мистек».

## Награды
- НХЛ плюс/минус Авард: 2004[3] («Ванкувер Кэнакс»)
- Бронзовый призёр Олимпиады: 2006 (сборная Чехии)
- Бронзовый призёр чемпионата Европы среди юниоров: 1993 (сборная Чехии до 18 лет)
- Серебряный призёр Экстралиги 2011
- Лучший бомбардир среди защитников Экстралиги 2011 (29 очков)

## Статистика
```
                                            
                                            --- Regular Season ---  ---- Playoffs ----
Season   Team                        Lge    GP    G    A  Pts  PIM  GP   G   A Pts PIM
--------------------------------------------------------------------------------------
1993-94  Vitkovice HC                Czech  41    3    4    7    0
1994-95  Hartford Whalers            NHL     1    0    1    1    0  --  --  --  --  --
1994-95  Springfield Falcons         AHL    58   11   30   41   91  --  --  --  --  --
1995-96  Springfield Falcons         AHL    68    8   14   22  135   8   1   3   4  20
1995-96  Hartford Whalers            NHL     7    0    0    0    4  --  --  --  --  --
1996-97  Springfield Falcons         AHL     3    0    3    3    4  --  --  --  --  --
1996-97  Hartford Whalers            NHL    47    1    5    6   50  --  --  --  --  --
1997-98  Malmo IF                    SEL    37    1    5    6   21
1998-99  New Haven Beast             AHL    21    2    8   10   28  --  --  --  --  --
1998-99  Vitkovice HC                Czech   1    1    0    1    6  --  --  --  --  --
1998-99  Carolina Hurricanes         NHL    52    2    9   11   36   4   0   0   0   4
1999-00  Carolina Hurricanes         NHL    57    4   10   14   63  --  --  --  --  --
2000-01  Carolina Hurricanes         NHL    61    6   14   20   34   3   0   0   0   6
2001-02  Carolina Hurricanes         NHL    82    4   19   23   88  23   0   3   3  18
2002-03  Carolina Hurricanes         NHL    10    0    2    2   16  --  --  --  --  --
2002-03  Vancouver Canucks           NHL    69    7   11   18   52  14   1   1   2  10
2003-04  Vancouver Canucks           NHL    78    3   16   19   45   7   0   0   0  10
2004-05  Vitkovice HC                Czech  42    1    9   10   50   7   0   0   0  37
2005-06  New York Rangers            NHL    74    2   16   18   78   4   0   1   1   6
2006-07  New York Rangers            NHL    69    2   19   21   70  10   1   3   4  10
2007-08  New York Rangers            NHL    42    2    8   10   48  --  --  --  --  --
2008-09  Tampa Bay Lightning         NHL    42    0    5    5   36  --  --  --  --  --
2009-10  Vitkovice HC                Czech   8    0    4    4    6  --  --  --  --  --
2009-10  HC Geneve-Servette          Swiss  25    0    4    4   10  20   2   8  10  12
2010-11  Vitkovice HC                Czech  47    5   24   29  134  14   1   4   5   6
2011-12  Vitkovice HC                Czech  48    2   14   16  155  --  --  --  --  --
2011-12  Vitkovice HC          Spengler Cup  4    0    1    1    2  --  --  --  --  --
2012-13  Vitkovice HC                Czech  49    1   16   17   91   9   0   0   0  54
2012-13  Vitkovice HC          Spengler Cup  2    0    1    1    6  --  --  --  --  --
2013-14  Innsbruck HC               Austria 20    1    4    5   28   0   0   0   0   0
--------------------------------------------------------------------------------------
         NHL Totals                        691   33  135  168  620  55   1   5   6  54

```

## Семья
Марек Малик женат, у него двое сыновей: оба играют в хоккей. Старший сын Зак (род. 03.08.2000 г.) — защитник клуба хоккейной лиги Онтарио «Садбери Вулвз». Младший сын Ник (род. 26.04.2002 г.) — вратарь клуба чешской первой лиги «Фридек-Мистек».